# (20888) Siyueguo
(20888) Siyueguo (2000 WB14) – planetoida z pasa głównego asteroid okrążająca Słońce w ciągu 4,39 lat w średniej odległości 2,68 j.a. Odkryta 20 listopada 2000 roku.